# Булаткин, Константин Филиппович
Константи́н Фили́ппович Була́ткин (1889—1925) — участник Гражданской войны.

## Биография
Родился в семье донского казака. Участник Первой мировой войны. В Красной армии с 1918. В гражданскую войну один из организаторов краснопартизанских отрядов на Дону. Участник обороны Царицына, командовал кавалерийской бригадой в дивизии Б. М. Думенко, вместе с ним и С. М. Будённым был одним из первых награждён орденом Красного Знамени. Затем был командиром 1-й Донской кавалерийской дивизии Особого Донского казачьего кавалерийского корпуса Ф. К. Миронова, был арестован вместе с ним за самовольное выступление на фронт, предан суду, затем помилован.
В 1920 году помощник военкома 1-го Донского округа. Учился в Академии Генерального штаба.

## Награды
- орден Красного Знамени (№ 35[1] от 29 марта 1919[2])

## Увековечение памяти
- В Волгограде именем Булаткина названа улица[3].